# Jesús de Nazareth (película de 1942)
Jesús de Nazareth es la primera película mexicana que aborda la vida, pasión y muerte de Jesús de Nazaret. Fue dirigida por José Díaz Morales, protagonizada por el argentino José Cibrián y estrenada el 27 de marzo de 1942.
Después de los turbulentos años de la Guerra Cristera y de un profundo malestar religioso en el país, el presidente Manuel Ávila Camacho —ferviente católico y, además, conciliador— sugirió a los cineastas tratar temas religiosos en su obra. Entonces, el exiliado español José Díaz Morales se dio a la tarea de filmar esta película, con actores españoles en su mayoría. En general, tuvo éxito en taquilla, aunque fue considerada por la crítica más apegada al punto de vista del director que a la escrituras bíblicas.
Durante la filmación de la cinta, acudió a los estudios el arzobispo primado de México, Luis María Martínez, que dirigió a los actores las siguientes palabras:

He pasado unas horas deliciosas presenciando la ejecución de esta película, que merece toda mi aprobación. He gozado presenciando vuestra vida, pintoresca e interesantísima, la vida de un estudio cinematográfico. Gocé también contemplando la bellísima escena que representa a Jesucristo estableciendo en el cenáculo la santa eucaristía. Me causó honda emoción, el cuadro que contemplé es artístico, bellísimo, irreprochable. Pero gocé también considerando la trascendencia de esta película, la trascendencia artística y la trascendencia cultural, o si queréis mejor, apostólica. No ha surgido en el mundo, ni surgirá jamás, otra figura tan dulce, tan grande, tan santa, tan humana, tan divina, como la figura de Jesús. Es el centro de la historia, es la fuente de la civilización y, sobre todo, es el manantial perenne de gracias. Qué emoción para vosotros, artistas, que trabajáis en esta obra colosal, qué emoción para vosotros reproducir las escenas inmortales del Santo Evangelio. Sin duda sentís una emoción estética porque los misterios de Jesús son profundamente bellos, y debéis sentir una emoción más honda, algo sobrenatural, algo divino, porque en verdad estáis haciendo una obra apostólica. Para realizar una obra artística se necesita una atención y una solicitud exquisita, solamente así se puede producir la belleza. Pero para hacer la obra apostólica, para llevar a la inteligencia de los demás el conocimiento y el amor de Jesucristo nuestro señor necesitáis algo más, necesitáis amor, necesitáis devoción. Que Dios os bendiga, que vuestra película sea un éxito, no solo bajo el punto de vista artístico sino bajo el punto de vista cultural y apostólico, para que vosotros contribuyáis con vuestros esfuerzos a que Jesús sea conocido, sea amado y sea venerado.

## Reparto
| Actor o actriz                      | Personaje            |
| ----------------------------------- | -------------------- |
| José Cibrián                        | Jesús de Nazaret     |
| José Baviera                        | Poncio Pilatos       |
| Aurora Walker                       | Virgen María         |
| Rafael María de Labra               | Caifás               |
| Armando Mondragón                   | Pablo el Apóstol     |
| Enrique García Álvarez              | Simón Pedro          |
| José Pidal                          | Judas Iscariote      |
| Rafael Medina                       | Juan el Evangelista  |
| Miguel Manzano                      | Juan el Bautista     |
| Amparo Morillo                      | Mujer samaritana     |
| José Morcillo                       | Herodes Antipas      |
| Ramón Larrea                        | Santiago el Mayor    |
| Consuelo Abascal                    | Mujer adúltera       |
| Armando Velasco                     | Andrés el Apóstol    |
| Andrés Novo                         | Anás                 |
| Manuel Santamaría                   | Mateo el Evangelista |
| Arturo Soto Rangel                  | Miembro del sanedrín |
| Manuel Pozos                        | José de Arimatea     |
| Salvador Quiroz                     | Nicodemo             |
| Victoria Argota                     | Verónica             |
| Carmen Collado                      | Claudia              |
| Pilar Sen                           | Cortesana            |
| María Luisa Carrasco                | Marta de Betania     |
| Ricardo Adalid                      | Joven rico           |
| Pedro Oliver                        | Simón el Fariseo     |
| José Sánches                        | Gestas               |
| Eduardo Sánchez                     | Dimas                |
| Roberto Cañedo                      | Guardia              |
| Luis Aragón                         | Centurión            |
| Consuelo Monteagudo                 | Criada               |
| Max Langler                         | Guardia              |
| Actuación especial de Adriana Lamar | María Magdalena      |